# بنجامین ابوت
بنجامین وان ابوت (انگلیسی: Benjamin Vaughan Abbott زاده ۴ ژوئن ۱۸۳۰ - درگذشته ۱۷ فوریه ۱۸۹۰) یک وکیل و پدیدآور اهل ایالات متحده آمریکا بود.